# Pauli Murray
A Reverenda Dra. Anna Pauline (Pauli) Murray (20 de Novembro de 1910 - 1º de Julho de 1985) foi uma ativista dos direitos civis americanos, ativista dos direitos das mulheres, advogada, e escritora. Ela também foi a primeira mulher negra ordenada sacerdote da Igreja Anglicana.
Sua mãe morreu quatro anos após seu nascimento, e seu pai, um professor, 13 anos depois. Ela e os outros cinco filhos do casal foram criados por parentes. Sob os cuidados de uma tia professora, concluiu seus estudos secundários e ingressou na Universidade (Howard University). Após a crise de 1929, sem condições de arranjar trabalho para custear seus estudos, interrompeu o curso. 
Murray também esteve muito envolvida no movimento de luta pelos Direitos Civis e é lembrada até hoje justamente pelos progressos consquistados. Na luta pelos Direitos das Mulheres ela se destacou pela amizade com Betty Friedan, com quem fundou a Organização Nacional das Mulheres.